# Hochschule für Angewandte Wissenschaften Hamburg

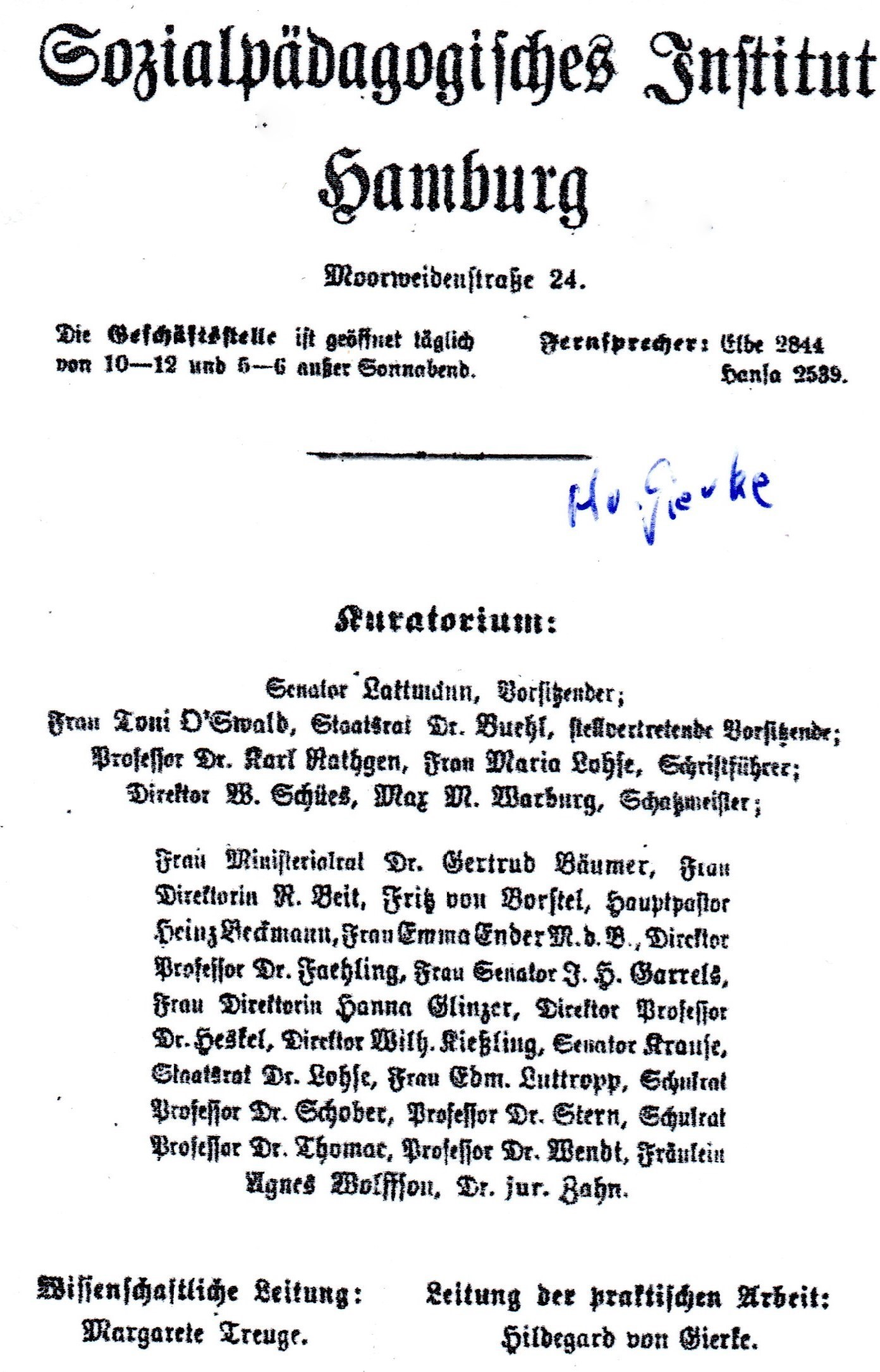
Schulprospekt aus dem Jahre ca. 1920, archiviert im Ida-Seele-Archiv

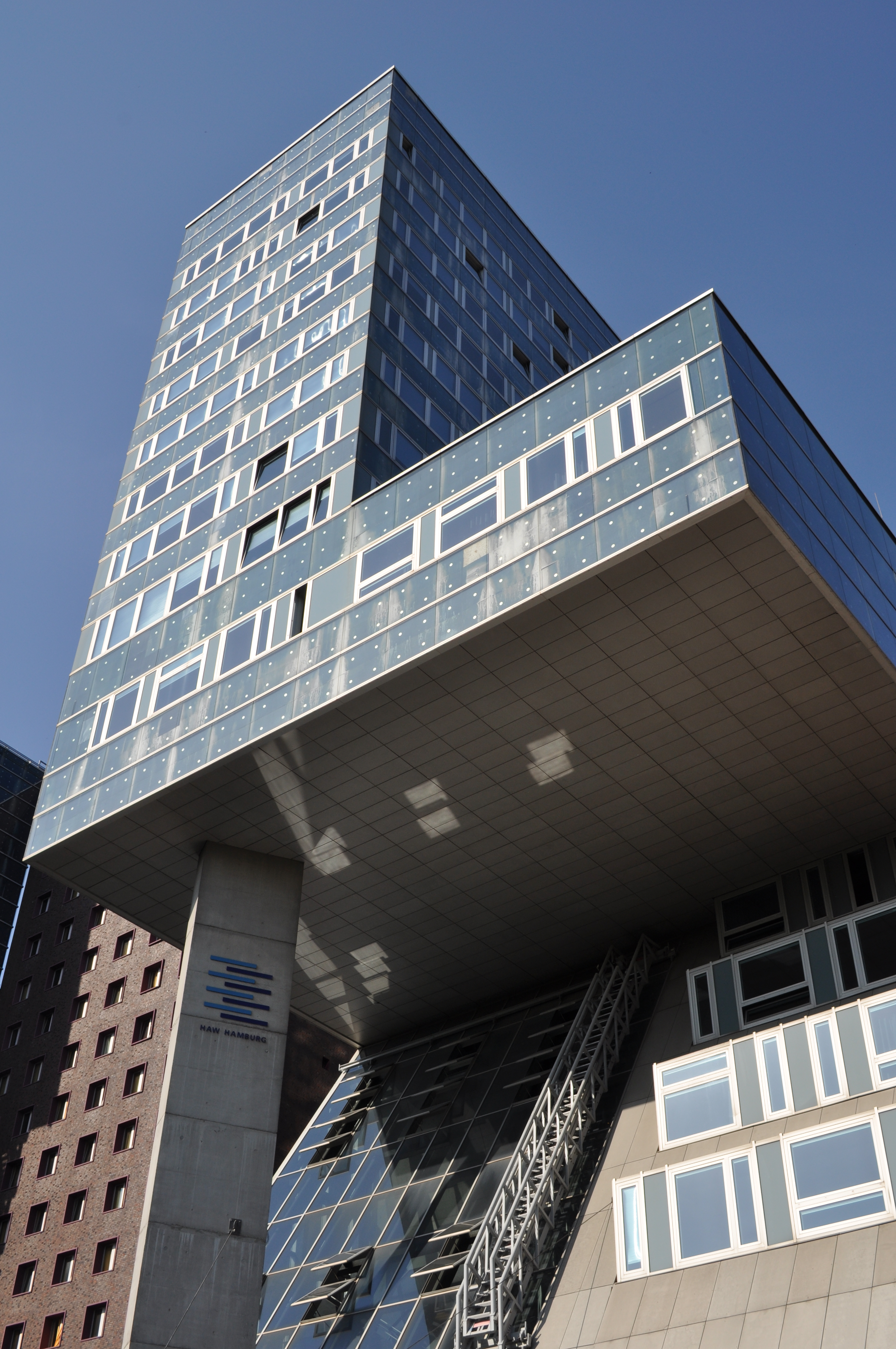
Hauptgebäude am Campus Berliner Tor der HAW Hamburg

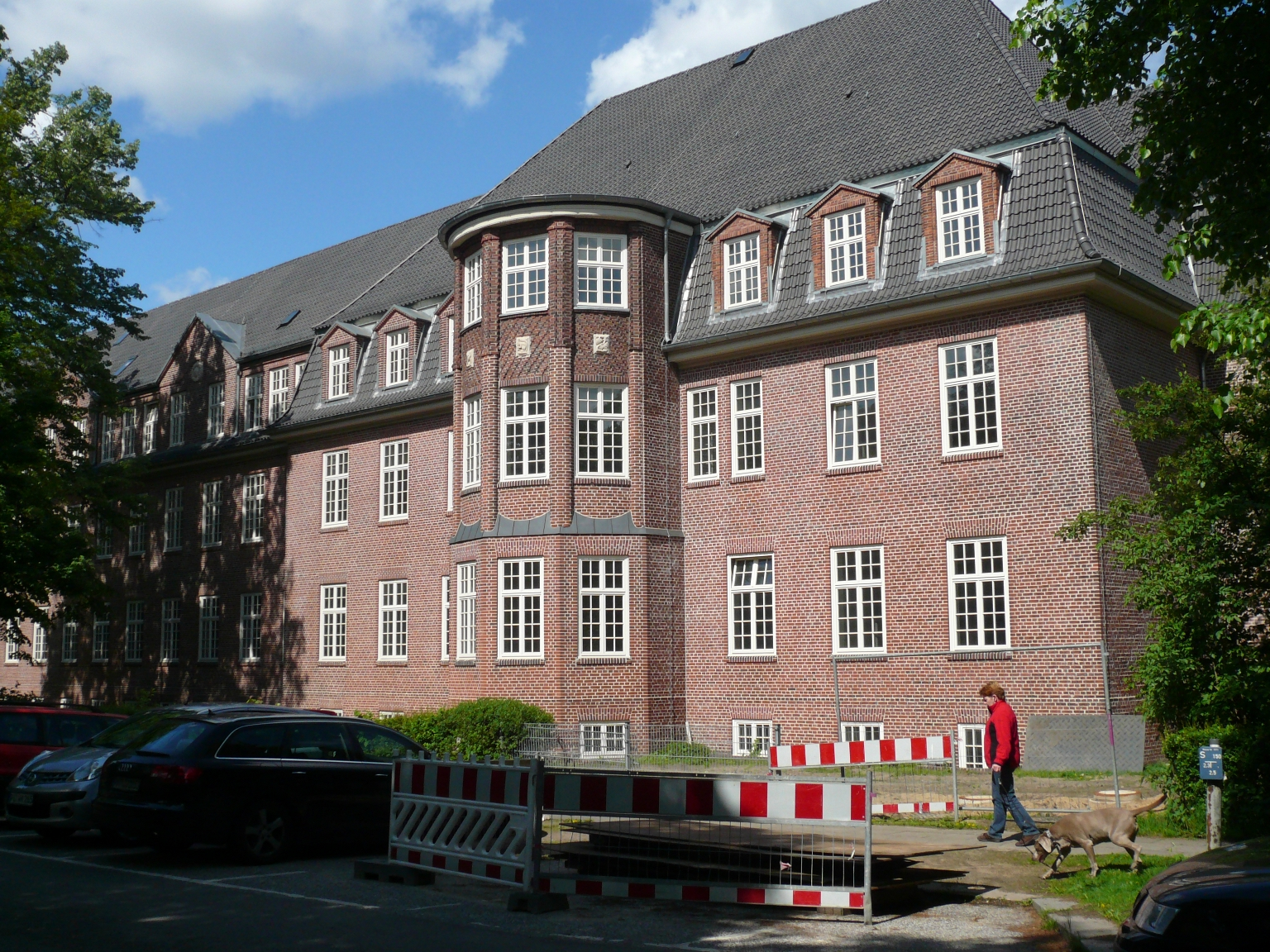
Kunst- und Mediencampus Hamburg (ehemalige Frauenklinik Finkenau); Architekt: Fritz Schumacher

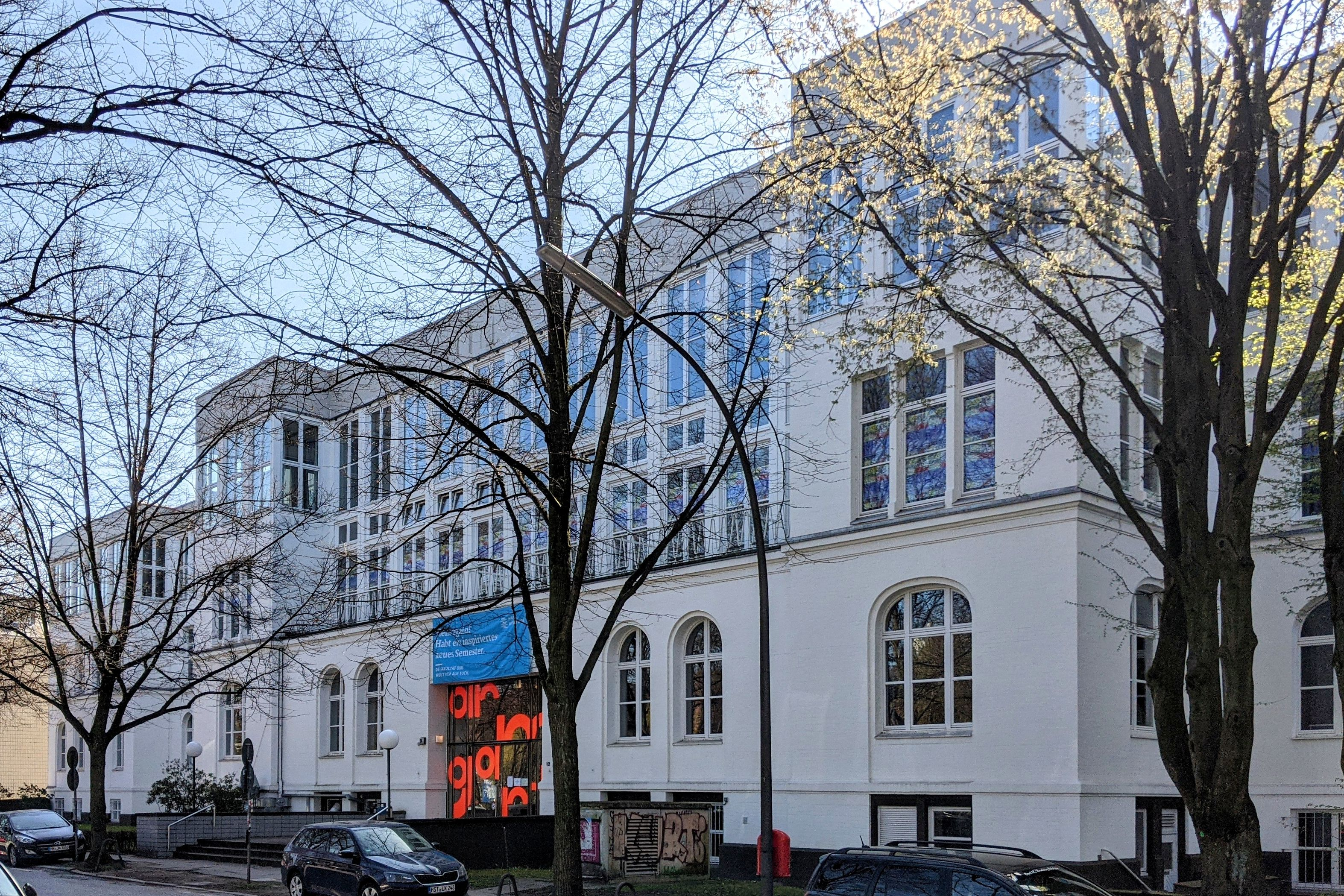
Campus Armgartstraße der HAW Hamburg

Die Hochschule für Angewandte Wissenschaften Hamburg (kurz: HAW Hamburg, bis 2001: Fachhochschule Hamburg) ist die zweitgrößte Hochschule in Hamburg und gehört zu den sieben forschungsorientierten deutschen Hochschulen für Angewandte Wissenschaften im UAS7-Netzwerk. Gegliedert ist die HAW Hamburg in vier Fakultäten mit 18 Departments, die an vier Standorten im Stadtgebiet verteilt sind. Im Sommersemester 2023 belegen 16.454 Studierende 37 Bachelor- und 35 Master-Studiengänge. Sie werden unterrichtet von 419 Professoren, 457 Lehrbeauftragten und 457 wissenschaftlichen Mitarbeitern.

## Geschichte
Die heutige HAW Hamburg ist aus zahlreichen Vorgängerinstitutionen hervorgegangen. Dazu gehören neben dem Sozialpädagogischen Institut, das 1917 eröffnet wurde, das staatliche Technikum mit einer Höheren Maschinenbauschule (1893), die Höhere Schiffbauschule (1895), die Wagenbauschule (1896) sowie die Höheren Schulen für Elektrotechnik (1896) und für Schiffsmaschinenbau (1899). Aus der Gewerbeschule für Mädchen, die 1873 von Emilie Wüstenfeld eröffnet wurde, und aus der sich die Meisterschule für Mode und später die Werkkunstschule für Textil, Grafik und Werbung entwickelte, ist der Kern des Fachbereichs Gestaltung der Fachhochschule Hamburg entstanden.
Im Herbst 1968 wurde von den Kultusministern der Länder beschlossen, die bisherigen Ingenieurschulen und höheren Fachschulen für Wirtschaft, für Sozialpädagogik und Sozialarbeit, für Gestaltung und für Landwirtschaft zu Fachhochschulen zusammenzuführen. Diese sollten für Schüler, die mit Abschluss der 12. Klasse die Fachhochschulreife bestanden hatten, ein praxisorientiertes Studium auf wissenschaftlicher Grundlage mit dem Abschluss der Graduierung anbieten.
Am 18. Februar 1970 verabschiedete die Hamburger Bürgerschaft das Gesetz über die Fachhochschule Hamburg. Sie hat den Auftrag, eine fachliche Ausbildung auf wissenschaftlicher oder künstlerischer Grundlage zu vermitteln. Das Ziel der Ausbildung ist die Anwendung wissenschaftlicher Methoden und Erkenntnisse in einer selbständigen Berufstätigkeit. 13 verschiedene, bisher selbständige Schulen wurden nun zu Fachbereichen der Fachhochschule Hamburg. Die Jahre 2001/2002 sind Zeiten großer Veränderungen an der Hochschule: Nach jahrelangen Bemühungen erfolgte die Umbenennung in Hochschule für Angewandte Wissenschaften Hamburg. 2020 feierte die HAW Hamburg ihr 50-jähriges Jubiläum.
Ihre ehemaligen Fachbereiche Architektur, Bauingenieurwesen und Geomatik sind inklusive der beteiligten Studierenden in die 2006 gegründete HafenCity Universität Hamburg ausgegliedert worden. Dort sind zudem der ehemalige Fachbereich Architektur der Hochschule für bildende Künste Hamburg und der Fachbereich Stadtplanung der Technischen Universität Hamburg-Harburg zu finden. Die HAW Hamburg kennzeichnet aufgrund ihrer von Vielfalt geprägten Entstehungsgeschichte eine große Breite an Themen und Kompetenzen. Um diese effizient zu bündeln, hat sie 2006 mit dem Aufbau sogenannter Competence Center begonnen. Fakultätsübergreifend und interdisziplinär sind darin zukunftsrelevante Themenfelder gebündelt – von „Gesundheit“, über „Erneuerbare Energien und Energieeffizienz“ bis hin zu „Kommunikation“.
Im Jahr 2010 wurde der hochschuleigene Chor gegründet, der von Uschi Krosch geleitet wird, und 2019 bei einem Chorprojekt in der Carnegie Hall sang.
Vom 2. Mai 2017 bis Mai 2023 war der Wirtschaftswissenschaftler Micha Teuscher Präsident der Hochschule.
Im Dezember 2022 erlitt die HAW Hamburg einen Cyberangriff durch das Hackerkollektiv Vice Society. Die Hacker nutzen Ransomware, was zu erheblichen Schäden im Betrieb der Hochschule führte, einschließlich Verschiebung von Prüfungen und Einschränkungen im gesamten Kommunikations- und Informationssystem der Hochschule, wie E-Mail-Verkehr, elektronische Schließsysteme, digitale Lernräume und Anmeldungen zu Prüfungen und Bewerbungen zum Sommersemester 2023.
Seit Mai 2023 ist die Juristin Ute Lohrentz Präsidentin der Hochschule. Sie war vorher etwa fünf Jahre Dekanin der Fakultät Wirtschaft und Soziales der HAW.

## Studium und Lehre

### Fakultäten und Departments
Lehre und Forschung werden an der HAW Hamburg von vier Fakultäten mit 18 Departments erbracht:
Fakultät Design, Medien und Information (DMI)
- Department Design (Textil-, Mode- und Kostümdesign, Bekleidung; Kommunikationsdesign)
- Department Medientechnik
- Department Information und Medienkommunikation

Fakultät Technik und Informatik (TI)
- Department Fahrzeugtechnik & Flugzeugbau
- Department Informatik
- Department Informations- & Elektrotechnik
- Department Maschinenbau & Produktion

Fakultät Life Sciences (LS)
- Department Gesundheitswissenschaften
- Department Biotechnologie
- Department Medizintechnik
- Department Umwelttechnik
- Department Verfahrenstechnik
- Department Ökotrophologie

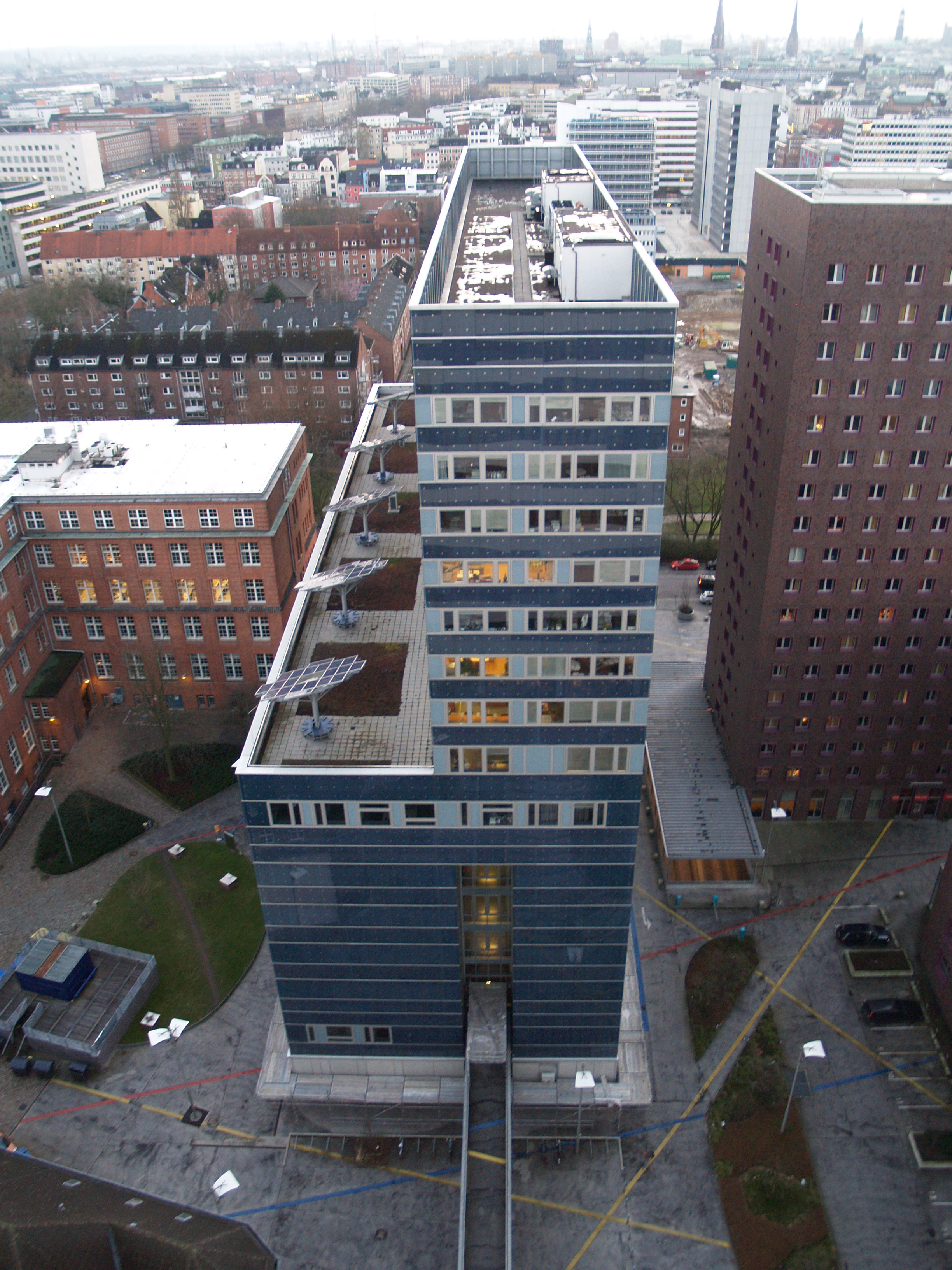
Standort am Berliner Tor 5

- Standort am Berliner Tor 5Department Wirtschaftsingenieurwesen, zusammen mit der Universität Hamburg und der Helmut-Schmidt-Universität/Universität der Bundeswehr Hamburg

Fakultät Wirtschaft und Soziales (W&S)
- Department Public Management (Allgemeine Verwaltung)
- Department Soziale Arbeit
- Department Pflege und Management
- Department Wirtschaft

### Ausbildung der Anwärter
Die Anwärter des gehobenen, allgemeinen Verwaltungsdienstes bei der Freien und Hansestadt Hamburg werden seit 2005 an der HAW Hamburg ausgebildet (Studiengang Public Management & E-Government). Ebenso nimmt Dataport an diesem Ausbildungsmodell teil. Die Studierenden erhalten im Regelfall nach sechs bzw. sieben Semestern ihren Bachelor, zwei davon verbringen sie in Praxisstationen in der Hamburger Verwaltung oder bei Dataport.

## Forschung
Die HAW Hamburg organisiert ihre Forschungs-, Entwicklungs- und Transferaktivitäten in:
- Competence Centern
- Forschungs- und Transferzentren
- Forschergruppen

Sie alle fügen sich in die Forschungsschwerpunkte ein:
- Energie und Nachhaltigkeit
- Gesundheit und Ernährung
- Mobilität und Verkehr
- Information, Kommunikation und Medien

## Standorte
Da die HAW Hamburg aus verschiedenen Hochschulen hervorgegangen ist, ist ihr Campusleben von unterschiedlichen Hamburger Stadtteilen geprägt:
| Campus                          | Adresse                                                                       | Stadtteil (Bezirk)          |
| ------------------------------- | ----------------------------------------------------------------------------- | --------------------------- |
| Zentraler Campus Berliner Tor   | Berliner Tor 5–13, 21 Stiftstraße 69 Alexanderstraße 1 Steindamm 94, 103, 105 | Sankt Georg (Hamburg-Mitte) |
| Campus Bergedorf                | Ulmenliet 20 Lohbrügger Kirchstraße 65                                        | Lohbrügge (Bergedorf)       |
| Campus Armgartstraße            | Armgartstraße 25                                                              | Hohenfelde (Hamburg-Nord)   |
| Kunst- und Mediencampus Hamburg | Finkenau 35                                                                   | Uhlenhorst (Hamburg-Nord)   |

## Promotionen
Die HAW verfügt seit dem 1. März 2025 über ein eigenständiges Promotionsrecht in drei besonders forschungsstarken Fachbereichen. In anderen Fächern unterstützt sie befähigte Studierende bei der Anbahnung und Durchführung von Promotionen in Zusammenarbeit mit promotionsberechtigten Hochschulen im In- und Ausland. Neben der generellen Möglichkeit einer kooperativen Promotion mit einer beliebigen Hochschule im In- und Ausland bestehen auch vertraglich geregelte Promotionskooperationen mit der Universität Hamburg (UHH), der Technische Universität Hamburg (TUHH), der HafenCity Universität (HCU), der Hochschule für Musik und Theater (HfMT), Helmut-Schmidt-Universität / Universität der Bundeswehr (HSU) und international der University of the West of Scotland (UWS) sowie der Universitat Politècnica de València (UPV).
Derzeit betreuen Professoren der HAW Hamburg über 182 Promotionsvorhaben in Zusammenarbeit mit Kollegen an promotionsberechtigten Hochschulen. Für die Unterstützung der Promovierenden betreibt die HAW Hamburg ein eigenständiges Promotionszentrum unter der Leitung von Michael Gille innerhalb der Stabsstelle Forschung & Transfer am Steindamm 103.